# Harold e o Lápis Mágico
Harold and the Purple Crayon (bra/prt: Harold e o Lápis Mágico) é um filme americano do gênero comédia de fantasia dirigido por Carlos Saldanha a partir de um roteiro escrito pela dupla de roteiristas David Guion e Michael Handelman. Baseado no livro infantil de mesmo nome escrito por Crockett Johnson, o filme é estrelado por Zachary Levi, Zooey Deschanel, Lil Rel Howery e Ravi Patel.
Vários cineastas estiveram envolvidos em tentativas de produzir diferentes versões do filme antes da versão mais recente, como Spike Jonze, Will Smith e Steven Spielberg.
Harold and the Purple Crayon foi lançado em 2 de agosto de 2024 nos Estados Unidos, pela Sony Pictures Releasing.

## Elenco
- Zachary Levi
- Zooey Deschanel
- Lil Rel Howery
- Ravi Patel
- Camille Guaty
- Tanya Reynolds
- Pete Gardner

## Produção

### Desenvolvimento
Em 1992, John B. Carls formou uma produtora de filmes familiares, Wild Things Productions, com Maurice Sendak, escritor e ilustrador de Where the Wild Things Are. Eles adquiriram os direitos de outros livros infantis, incluindo Harold and the Purple Crayon e cujo autor, Crockett Johnson, foi mentor de Sendak. Sendak e Denise Di Novi seriam os produtores. Por volta de 1994, Michael Tolkin foi contratado para escrever o roteiro e Henry Selick para ser o diretor, mas Selick passou para James and the Giant Peach (1996). Carls escolheu Spike Jonze para desenvolver o filme, que seria uma mistura de live-action com animação. Um orçamento de US$ 25 milhões a quase US$ 50 milhões foi mencionado na imprensa. David O. Russell foi trazido para ajudar nas reescritas. O roteiro, a escalação do elenco, storyboards e trabalho de animação haviam começado, mas Jonze teve que abandonar o projeto depois de mais de um ano trabalhando nele quando a nova administração da TriStar Pictures (que distribuiria o filme) o interrompeu, dois meses antes das filmagens começarem.
Em fevereiro de 2010, foi relatado que a Columbia Pictures, Sony Pictures Animation e a Overbrook Entertainment estavam desenvolvendo uma adaptação cinematográfica de Harold and the Purple Crayon em animação digital, a ser produzida por Will Smith e James Lassiter, e escrita por Josh Klausner. Em dezembro de 2016, foi relatado que o filme também seria escrito por Dallas Clayton.
Em 1º de fevereiro de 2021, foi anunciado que Zachary Levi estrelaria o filme, que novamente seria produzido em live-action. Também foi anunciado que a dupla de roteiristas David Guion e Michael Handelman haviam substituído Klausner e Clayton, com John Davis como produtor através da Davis Entertainment. Em 11 de janeiro de 2022, Lil Rey Howery foi adicionado ao elenco, e foi anunciado que Carlos Saldanha seria o diretor do filme. Entre fevereiro e maio de 2022, Zooey Deschanel, Ravi Patel, Camille Guaty, Tanya Reynolds e Pete Gardner foram adicionados ao elenco.

#### Filmagens
Por volta do início de 2022, as filmagens do filme começaram na área de Atlanta, Geórgia.

## Música
A trilha sonora do filme foi composta por Batu Sener.

## Lançamento
Harold e o Lápis Mágico foi lançado em 2 de agosto de 2024 nos Estados Unidos, pela Sony Pictures Releasing. O lançamento estava originalmente previsto para 27 de janeiro de 2023, e 30 de junho de 2023.

### Mídia doméstica
A Sony Pictures Home Entertainment lançou o filme para download digital em 27 de agosto e em Blu-ray e DVD em 8 de outubro.
Em abril de 2021, a Sony assinou acordos com a Netflix e a Disney para os direitos de sua lista de filmes de 2022 a 2026, seguindo as janelas de cinema e mídia doméstica dos filmes. A Netflix assinou os direitos exclusivos de streaming “pay 1 window”, que normalmente é um período de 18 meses e incluiu Harold e o Lápis Mágico. A Disney assinou os direitos de “pay 2 window” para o filme, que seria transmitido no Disney+ e no Hulu, bem como transmitido nas redes de televisão lineares da Disney.
A iniciativa da Netflix se mostraria um tanto irônica no caso desse filme, já que vários veículos de notícias, principalmente a Bloomberg News, informaram em outubro de 2024 que a Sony havia tentado vender o filme diretamente para a streamer, de forma semelhante aos relatórios sobre Holmes e Watson, da Sony, quando eles haviam tentado fazer isso anteriormente em 2018; foi relatado que a oferta foi feita devido a preocupações da Sony de que o filme teria seu público familiar pretendido usurpado pelos lançamentos rivais Divertida Mente 2 e Meu Malvado Favorito 4 (que foram reconhecidamente justificados, já que ambos os filmes acabaram superando em muito a bilheteria de Harold). Assim como na tentativa de Holmes, a Netflix recusou, preferindo se concentrar mais em projetos internos e em seus acordos de janela de distribuição na época.

### Marketing
A Sony Pictures exibiu cenas do filme na CinemaCon em abril de 2022.
Os primeiros pôsteres teaser foram lançados em 13 de março de 2024, confirmando que Harold seria interpretado por Levi e que o personagem, originalmente uma criança, seria retratado como um homem adulto no filme. Um trailer do filme foi lançado em 20 de março de 2024. Em 25 de junho de 2024, Crayola fez uma parceria com a Sony Pictures UK para uma competição para encontrar giz de cera roxo especialmente embalado, escondido em pacotes de giz de cera de 24 unidades. O vencedor será levado de avião para férias em família na cidade de Nova York e levado para a Crayola Experience como parte do prêmio.